# Jean Nako Naprapol
Jean Nako Naprapol (20 de julho de 1980) é um futebolista vanuatuense que atua como centroavante. Atualmente joga pelo Amicale.

## Carreira internacional
Jean teve seu primeiro jogo pela seleção de Vanuatu em 19 de julho de 2007, contra a Nova Caledônia, em que ganharam por 2 a 0.